# Escuela de Graduados
La Escuela de Graduados (Ciudad de México 30 de agosto de 1946-25 de enero de 1957) fue una institución educativa de la Universidad Nacional Autónoma de México, creada en sesión extraordinaria del Consejo Universitario del 30 de agosto de 1946, bajo el rectorado de Salvador Zubirán, y que fue eliminada del organigrama universitario en sesión del 25 de enero de 1957, bajo el rectorado de Nabor Carrillo.
Sus objetivos fueron los siguientes: formar especialistas, investigadores y técnicos en diversas áreas científicas, difundir la “alta cultura”, y otorgar grados de maestría y doctorado con criterios uniformes al congregar los estudios superiores en ciencias y humanidades en una sola entidad.
Sus instalaciones se localizaron en dos lugares sucesivamente: Puente de Alvarado 71 y Querétaro 97, Ciudad de México. Su director fue el doctor José Zorrilla Estillé y el secretario, Roberto González Ríos.
En el borrador del “Reglamento general de la Escuela de Graduados” (1949), se planteó lo siguiente: 1) tendría una organización basada en divisiones -con su respectivo jefe- a partir de las áreas de conocimiento, por ejemplo química, ingeniería, medicina, derecho, ciencias sociales, economía, música, entre otras; y 2) crearía cursos mediante convenios de colaboración -para entidades universitarias- y acuerdos de afiliación -para entidades externas a la UNAM. A estas últimas se les pedía cumplir con los requisitos de contar con organización científica, capacidad técnica del personal, elementos materiales, reputación científica y ética así como no tener afanes de lucro. La Escuela de Graduados buscó acercarse a las instituciones educativas y científicas para aumentar la calidad educativa y disminuir los costos financieros.
Entre 1947 y 1956 se impartieron 192 cursos y se atendieron a 2473 alumnos, quienes tuvieron las categorías de regulares, semirregulares, especiales y oyentes. En 1953 se contabilizaron 15 profesores permanentes y 279 eventuales. 
Si bien se han descrito algunas exitosas experiencias escolares de las divisiones de Música, Ingeniería Sanitaria o Archivística,a desaparición de la Escuela de Graduados obedece a la incapacidad para titular a los estudiantes. Entre 1947 y 1954 solo se obtuvieron 3 maestros y 10 doctores; mientras que el total de titulados en la UNAM, entre 1946 y 1957, es de 305 maestras y 146 doctores.
Sus aportaciones quedaron en el ámbito de la discusión sobre los requisitos y criterios para diferenciar entre un título, un grado de doctor y maestro así como para subrayar la distinción entre una escuela y una facultad universitaria. Las huellas de otras aportaciones y discusiones quedan en su fondo documental, en posesión del AHUNAM-IISUE.
Ante su desaparición, los estudios superiores en la UNAM se transformaron en las siguientes entidades: División de Graduados, Consejo de Estudios Superiores, Consejo de Estudios de Posgrado y, actualmente, Coordinación General de Estudios de Posgrado.